# Coupe d'Algérie de football 2000-2001
Navigation
Coupe d'Algérie
1999-2000 Coupe d'Algérie
2001-2002
La Coupe d'Algérie de football 2000-2001 voit le sacre de l'USM Alger, qui bat le CRB Mecheria en finale.
C'est la 5e Coupe d'Algérie remportée par l'USM Alger pour une 12e finale, contre une première fois pour le CRB Mecheria qui atteint la finale de cette compétition.

## Trente-deuxièmes de finale
Les matchs se sont joués le Lundi 5 février 2001
| Équipe 1 (Division)     | Score                 | Équipe 2 (Division)         | Buteurs                                                                    | Lieu                            |
| ----------------------- | --------------------- | --------------------------- | -------------------------------------------------------------------------- | ------------------------------- |
| CR Belouizdad (D1)      | 3-1                   | JS Kabylie (D1)             | Équipe 1 : Nazef (3e c.s.c), Badji (32e), Bouaicha (84e) Belkaid (33e pen) | Stade du 20-Août-1955           |
| USM Alger (D1)          | 1-0                   | ES Sétif (D1)               | Équipe 1 : Ouichaoui (19e)                                                 | Stade Bologhine                 |
| MC Alger (D1)           | 1-0                   | WA Tlemcen (D1)             | Dob (34e)                                                                  | Stade du 5-Juillet              |
| USM Blida (D1)          | 0-0 a. p. (t.a.b 3-2) | MO Constantine (D1)         | -                                                                          | Stade des frères Brakni         |
| AS Aïn M'lila (D1)      | 1-0                   | USM El Harrach (D1)         | Aïssoug (80e)                                                              | Stade des frères Demène         |
| JSM Tébessa (D2)        | 2-2 a. p. (t.a.b 4-3) | MC Oran (D1)                | Équipe 1 : Bouras (11e 54e) Équipe 2 : Zerrouki (40e), Hamou (45e)         | OPOW 4 Mars 56                  |
| CA Batna (D1)           | 1-1 a. p. (t.a.b 2-3) | NA Hussein Dey (D2)         | Équipe 1 : Guidouh (10e) Équipe 2 : Alliche (79e)                          | Batna - Stade Sefouhi           |
| JSM Béjaïa (D1)         | 1-0                   | USM Bel-Abbès (D2)          | Nasri (84e)                                                                | Stade de l’Unité maghrébine     |
| USM Annaba (D1)         | 2-1                   | US Chaouia (D2)             | Équipe 1 : Bahloul (71e), Djaffer (80e) Équipe 2 : Boughara (15e)          | Stade du 19 Mai                 |
| CS Constantine (D1)     | forfait               | CRB Bougtob (D3)            | -                                                                          |                                 |
| WB Aïn Benian (D3)      | 0-1                   | ASM Oran (D1)               | Benchergui (75e)                                                           |                                 |
| JSM Skikda (D2)         | 2-0                   | RC Arbaâ (D2)               | Kerboua (31e), Guechir (90e)                                               |                                 |
| OM Ruisseau (D2)        | 1-2                   | HB Chelghoum Laïd (D2)      | Équipe 1 : Saib (67e) Équipe 2 : Zoubiri (2e), Aouamri (60e)               |                                 |
| CRB Mecheria (D2)       | 3-0                   | CR Témouchent (D2)          | Rahouadj (13e) Djedidi (87e, 90e)                                          |                                 |
| GC Mascara (D2)         | 1-1 a. p. (t.a.b 5-4) | IRB Sougueur (D3)           | Équipe 1 : El-Ouici (36e) Équipe 2 : Derrer (7e)                           |                                 |
| JS Bordj Menaïel (D2)   | Forfait               | WRB-Aoulef (D3)             | -                                                                          |                                 |
| WA Mostaganem (D2)      | Forfait               | IRB Khenchela (D3)          | -                                                                          |                                 |
| WA Boufarik (D3)        | 0-0 a. p. (t.a.b 3-4) | JSM Tiaret (D2)             | -                                                                          |                                 |
| IRB Maghnia (D3)        | 0-0 a. p. (t.a.b 5-4) | IRB Hadjout (D2)            | -                                                                          | Tlemcen - Stade Colonel Lotfi   |
| ES Aïn Oulmène (D3)     | 0-1                   | CB Mila (D2)                | Kaoua (66e)                                                                |                                 |
| ES Béchar (D3)          | 0-1                   | SA Mohammadia (D2)          | Merakchi (12e)                                                             | Saïda - Stade Braci             |
| RCB Oued R'hiou (DR)    | 1-1 a. p.(t.a.b 4-5)  | MSP Batna (D2)              | Équipe 1 : Bessaï (90e) Équipe 2 : Naoui (60e)                             | Relizane - Zougharri Tahar      |
| USB Hassi R’mel (DR)    | 0-1                   | NARB Réghaïa (D2)           |                                                                            |                                 |
| CR Beni-Thour (D2)      | 2-1                   | Olympique Hassi Bahbah (DR) |                                                                            |                                 |
| USM Aïn Beïda (D3)      | 1-0                   | RC Oran (D3)                | Kharkheche (68e)                                                           | Dar El Beïdha - Stade Hamdi Ali |
| NR Berriane (D3)        | 0-0 a. p. (t.a.b 6-5) | JJ Azzaba (D3)              |                                                                            |                                 |
| IRB Laghouat (D3)       | 0-2                   | MC El Eulma (D3)            |                                                                            |                                 |
| NRB Touggourt (D3)      | 2-1                   | GC Aïn Sefra (D3)           |                                                                            |                                 |
| CRB Aïn Fakroun (DR)    | 2-1 a. p. (but en or) | Hydra AC (D3)               |                                                                            |                                 |
| IDB Abadla (D3)         | 0-0 a. p. (t.a.b 3-5) | USM Sétif (D3)              |                                                                            |                                 |
| JSB Tadjenent (DH)      | 0-1                   | WB Skikda (D3)              |                                                                            |                                 |
| CM Bordj El Kiffan (DH) | 3-0                   | MB Constantine (D3)         | Brahim Chaouache (12e, 27e), Madjid (86e csc)                              |                                 |

## Seizièmes de finale
Les matchs des seizièmes de finale se sont joués le 25 mars 2001 et 30 mars 2001. 
| Équipe 1 (Division)    | Score                 | Équipe 2 (Division)     | Buteurs                                                                                            | Lieu                                                       |
| ---------------------- | --------------------- | ----------------------- | -------------------------------------------------------------------------------------------------- | ---------------------------------------------------------- |
| CR Belouizdad          | 2-1                   | USM Annaba              | Équipe 1 : Talis (48e et 90e) Équipe 2 : Younès (39e)                                              | Stade du 20-Août-55                                        |
| USM Alger              | 2-0                   | AS Aïn M'lila           | Achiou (76e), Dziri (88e)                                                                          |                                                            |
| JSM Béjaïa             | 2-1                   | USM Blida               | Équipe 1 : Djilani (28epen), Boudahouche (52e) Équipe 2 : Kherkhache (72e)                         | OPOW Béjaia                                                |
| CS Constantine         | 1-0                   | USM Aïn Beïda (D3)      | Rahim (16e)                                                                                        | Stade 17-Juin                                              |
| USM Sétif (D3)         | 0-1                   | MC Alger                | Merakchi (100e)                                                                                    |                                                            |
| WB Skikda (D3)         | 1-2                   | ASM Oran                | Équipe 1 : Benayada (csc 87e) Équipe 2 : Amor (14e), Benchergui (90e)                              |                                                            |
| SA Mohammadia (D2)     | 1-0                   | MC El Eulma (D3)        | Amraoui 62e                                                                                        | Relizane                                                   |
| IRB Maghnia (D3)       | 1-1 a. p. (t.a.b 3-4) | CB Mila (D2)            | Équipe 1 : Farès (70e) Équipe 2 : Bahiya (20e)                                                     |                                                            |
| GC Mascara (D2)        | 1-0                   | NARB Réghaïa (D2)       | Mouassi (112ecsc)                                                                                  |                                                            |
| MSP Batna (D2)         | 3-2                   | JSM Tébessa (D2)        | Équipe 1 : Brahimi (40ecsc), Boutemedjet (46e), Koulib (97e) Équipe 2 : Berah (80e), Khediri (84e) | Batna, stade Sefouhi                                       |
| NR Berriane (D3)       | 0-0 a. p. (t.a.b 4-3) | NRB Touggourt (D3)      | -                                                                                                  |                                                            |
| NA Hussein-Dey (D2)    | 1-0                   | CM Bordj El-Kiffan (DH) | Rahmouni (45e)                                                                                     | Stade Zioui (Hussein-Dey)                                  |
| HB Chelghoum Laïd (D2) | 3-0                   | CRB Aïn Fakroun (DR)    | |                                                            |
| CRB Mecheria (D2)      | 2-2 a. p. (t.a.b 5-4) | JSM Tiaret (D2)         | -                                                                                                  |                                                            |
| JS Bordj Menaïel (D2)  | Forfait               | WA Mostaganem (D2)      | | WAM n'a pas fait le déplacement                            |
| CR Béni Thour (D2)     | 1-2                   | JSM Skikda (D2)         | | 16 avril 2001 (retard) au stade opow de rouisset (ouargla) |

## Huitièmes de finale
Les matchs des quarts de finale se sont joués le 29 avril 2001.
| Équipe 1 (Division) | Score | Équipe 2 (Division)    | Buteurs                                                                                 | Lieu                          |
| ------------------- | ----- | ---------------------- | --------------------------------------------------------------------------------------- | ----------------------------- |
| ASM Oran            | 4-1   | HB Chelghoum Laïd (D2) | Équipe 1 : Amour (17e) et Meziane (30e), Deham (43e, 90e) Équipe 2 : Yassad (49e)       | Stade Habib-Bouakeul, Oran    |
| MSP Batna (D2)      | 2-1   | JSM Béjaïa             | Équipe 1 : Boutemejet (53e), Benamara (62e) Équipe 2 : Boudahouche (85e)                | Stade Mustapha-Sefouhi, Batna |
| JSM Skikda (D2)     | 2-0   | JS Bordj Menaïel (D2)  | ?                                                                                       | Skikda                        |
| SA Mohammadia (D2)  | 1-2   | CR Belouizdad          | Équipe 1 : Larbi Larbi (35e) Équipe 2 : Madoui (82epen et 90e)                          | Stade Ahmed-Zabana, Oran      |
| GC Mascara (D2)     | 4-1   | NR Berriane (D3)       | Équipe 1 : Hassab (8e et 63e), Bendida (12e), Benseghir (71e) Équipe 2 : Talbi (78epen) | Stade de l'Unité Maghrébine   |
| USM Alger           | 2-0   | CB Mila (D2)           | Achiou (31e) et Hadj Adlane (38e)                                                       | Stade Omar-Hamadi, Alger      |
| CS Constantine      | 2-1   | MC Alger               | Équipe 1 : Rahim (31e), Medjaziz (54e) Équipe 2 : Dob (46e)                             | Stade Chahid-Hamlaoui         |
| CRB Mecheria (D2)   | 3-0   | NA Hussein-Dey (D2)    | ?                                                                                       | Mécheria                      |

## Quarts de finale
Les matchs des quarts de finale se sont joués le 20 mai 2001.
| Équipe 1 (Division) | Score | Équipe 2 (Division) | Buteurs                                                                   | Lieu                                |
| ------------------- | ----- | ------------------- | ------------------------------------------------------------------------- | ----------------------------------- |
| ASM Oran            | 1-2   | USM Alger           | Équipe 1 : Deham (73e) Équipe 2 : Maouche (10e) et Achiou (81e)           | Oran, Stade Habib-Bouakeul          |
| CR Belouizdad       | 1-2   | JSM Skikda          | Équipe 1 : Boukessassa (53e), Selmi (74ecsc) Équipe 2 : Boumediène (107e) | Stade du 20-Août-1955.              |
| CRB Mecheria        | 1-0   | CS Constantine      | Abed (13e)                                                                | Stade du 20-Août-1955.              |
| GC Mascara          | 1-0   | MSP Batna           | Bot (92e)                                                                 | Mascara, Stade de l'Unité Africaine |

## Demi finales
Les matchs des demi-finales se sont joués le 11 juin 2001 et 5 juillet 2001.
| Équipe 1 (Division) | Score | Équipe 2 (Division) | Buteurs                                    | Date et lieu                                            |
| ------------------- | ----- | ------------------- | ------------------------------------------ | ------------------------------------------------------- |
| USM Alger           | 3-0 * | JSM Skikda          | Rahem (5e), Djahnine (43e) et Achiou (68e) | jeudi 5 juillet 2001 au Stade des Frères-Brakni (Blida) |
| CRB Mecheria        | 1-0   | GC Mascara          | Zoudji (67e)                               | Stade du 20-Août-1955 (Mecheria)                        |

* : Le premier match entre JSM Skikda et USM Alger est arrêté la 46e minute à cause de l'envahissement du terrain par les supporteurs de Skikda. Alger menait alors sur le score de 1 à 0 (Rahem)..

## Finale
La finale a eu lieu au Stade 5-juillet-1962 à Alger, le 10 juillet 2001. 
| Entraîneur :     |
| Noureddine Saâdi |

| Entraîneur : |
| Merabet      |

| Entraîneur :     |
| Noureddine Saâdi |

| Entraîneur : |
| Merabet      |

| |  |
| \| Coupe d'Algérie de Football Vainqueur 2001 \| \| ------------------------------------------ \| \| USM Alger 6e titre \| |  |
| Coupe d'Algérie de Football Vainqueur 2001                                                                                 |  |
| USM Alger 6e titre |  |